# Registro Nacional de Lugares Históricos em Massachusetts
Edifícios, locais, distritos e objetos no Registro Nacional de Lugares Históricos em Massachusetts. Desde 14 de março de 2014 existem 4 250 propriedades e distritos do Registro Nacional de Lugares Históricos listados nos 14 condados de Massachusetts, incluindo os 186 nomeados no Marco Histórico Nacional.
O condado de Middlesex é o que contem a maior quantidade de registros, enquanto o condado de Nantucket contem apenas quatro registros. Os primeiros NRHPs em Massachusetts foram designados em 15 de outubro de 1966 e os mais recentes em 25 de fevereiro de 2014.

## Números de propriedades por condado
A relação a seguir lista as entradas atuais, por condado, pertencentes ao Registro Nacional de Lugares Históricos. Estas somas são baseadas em inscrições no Banco de Dados do Cadastro Nacional de Informações a partir de 24 de abril de 2008, e nas novas listas semanais postadas desde então no site do National Register of Historic Places. Há inclusões freqüentes e exclusões ocasionais à lista, fazendo com que as contagens mostradas aqui sejam aproximadas e não oficiais. Igualmente, a contagem desta tabela exclui o aumento e diminuição de fronteiras que modificam a área coberta por uma propriedade existente ou distrito e que apresentem um número de referência nacional distinto no Regisro Nacional.
|               | \| \| Condado \| Nº de lugares \| \| ------------- \| ----------------------------- \| ------------- \| \| 1 \| Barnstable \| 200 \| \| 2 \| Berkshire \| 171 \| \| 3.1 \| Bristol: Fall River \| 105 \| \| 3.2 \| Bristol: New Bedford \| 39 \| \| 3.3 \| Bristol: Taunton \| 95 \| \| 3.4 \| Bristol: outras localidades \| 127 \| \| 3 \| Bristol: Total \| 366 \| \| 4 \| Dukes \| 22 \| \| 5.1 \| Essex: Andover \| 51 \| \| 5.2 \| Essex: Gloucester \| 33 \| \| 5.3 \| Essex: Ipswich \| 31 \| \| 5.4 \| Essex: Lawrence \| 26 \| \| 5.5 \| Essex: Lynn \| 27 \| \| 5.6 \| Essex: Methuen \| 44 \| \| 5.7 \| Essex: Salem \| 48 \| \| 5.8 \| Essex: outras localidades \| 215 \| \| 5.9 \| Essex: (duplicados) \| (2)[3] \| \| 5 \| Essex: Total \| 473 \| \| 6 \| Franklin \| 49 \| \| 7.1 \| Hampden: Springfield \| 85 \| \| 7.2 \| Hampden: outras localidades \| 69 \| \| 7 \| Hampden: Total \| 154 \| \| 8 \| Hampshire \| 81 \| \| 9.1 \| Middlesex: Arlington \| 63 \| \| 9.2 \| Middlesex: Cambridge \| 211 \| \| 9.3 \| Middlesex: Concord \| 27 \| \| 9.4 \| Middlesex: Framingham \| 16 \| \| 9.5 \| Middlesex: Lowell \| 44 \| \| 9.6 \| Middlesex: Marlborough \| 15 \| \| 9.7 \| Middlesex: Medford \| 34 \| \| 9.8 \| Middlesex: Newton \| 190 \| \| 9.9 \| Middlesex: Reading \| 90 \| \| 9.10 \| Middlesex: Sherborn \| 25 \| \| 9.11 \| Middlesex: Somerville \| 84 \| \| 9.12 \| Middlesex: Stoneham \| 69 \| \| 9.13 \| Middlesex: Wakefield \| 92 \| \| 9.14 \| Middlesex: Waltham \| 110 \| \| 9.15 \| Middlesex: Weston \| 15 \| \| 9.16 \| Middlesex: Winchester \| 71 \| \| 9.17 \| Middlesex: outras localidades \| 203 \| \| 9.18 \| Middlesex: (duplicados) \| (23)[4] \| \| 9 \| Middlesex: Total \| 1 336 \| \| 10 \| Nantucket \| 4 \| \| 11.1 \| Norfolk: Brookline \| 97 \| \| 11.2 \| Norfolk: Milton \| 25 \| \| 11.3 \| Norfolk: Quincy \| 109 \| \| 11.4 \| Norfolk: outras localidades \| 121 \| \| 11.5 \| Norfolk: (duplicados) \| (3)[5] \| \| 11 \| Norfolk: Total \| 349 \| \| 12 \| Plymouth \| 122 \| \| 13.1 \| Suffolk: Boston \| 265 \| \| 13.2 \| Suffolk: outras localidades \| 42 \| \| 13 \| Suffolk: Total \| 307 \| \| 14.1 \| Worcester: Southbridge \| 83 \| \| 14.2 \| Worcester: Uxbridge \| 52 \| \| 14.3 \| Worcester: Worcester \| 278 \| \| 14.4 \| Worcester: outras localidades \| 245 \| \| 14.5 \| Worcester: (duplicados) \| (3)[6] \| \| 14 \| Worcester: Total \| 655 \| \| (duplicados): \| (duplicados): \| (39)[7] \| \| Total: \| Total: \| 4 250 \| |               |
|               | Condado | Nº de lugares |
| 1             | Barnstable | 200           |
| 2             | Berkshire | 171           |
| 3.1           | Bristol: Fall River | 105           |
| 3.2           | Bristol: New Bedford | 39            |
| 3.3           | Bristol: Taunton | 95            |
| 3.4           | Bristol: outras localidades | 127           |
| 3             | Bristol: Total | 366           |
| 4             | Dukes | 22            |
| 5.1           | Essex: Andover | 51            |
| 5.2           | Essex: Gloucester | 33            |
| 5.3           | Essex: Ipswich | 31            |
| 5.4           | Essex: Lawrence | 26            |
| 5.5           | Essex: Lynn | 27            |
| 5.6           | Essex: Methuen | 44            |
| 5.7           | Essex: Salem | 48            |
| 5.8           | Essex: outras localidades | 215           |
| 5.9           | Essex: (duplicados) | (2)           |
| 5             | Essex: Total | 473           |
| 6             | Franklin | 49            |
| 7.1           | Hampden: Springfield | 85            |
| 7.2           | Hampden: outras localidades | 69            |
| 7             | Hampden: Total | 154           |
| 8             | Hampshire | 81            |
| 9.1           | Middlesex: Arlington | 63            |
| 9.2           | Middlesex: Cambridge | 211           |
| 9.3           | Middlesex: Concord | 27            |
| 9.4           | Middlesex: Framingham | 16            |
| 9.5           | Middlesex: Lowell | 44            |
| 9.6           | Middlesex: Marlborough | 15            |
| 9.7           | Middlesex: Medford | 34            |
| 9.8           | Middlesex: Newton | 190           |
| 9.9           | Middlesex: Reading | 90            |
| 9.10          | Middlesex: Sherborn | 25            |
| 9.11          | Middlesex: Somerville | 84            |
| 9.12          | Middlesex: Stoneham | 69            |
| 9.13          | Middlesex: Wakefield | 92            |
| 9.14          | Middlesex: Waltham | 110           |
| 9.15          | Middlesex: Weston | 15            |
| 9.16          | Middlesex: Winchester | 71            |
| 9.17          | Middlesex: outras localidades | 203           |
| 9.18          | Middlesex: (duplicados) | (23)          |
| 9             | Middlesex: Total | 1 336         |
| 10            | Nantucket | 4             |
| 11.1          | Norfolk: Brookline | 97            |
| 11.2          | Norfolk: Milton | 25            |
| 11.3          | Norfolk: Quincy | 109           |
| 11.4          | Norfolk: outras localidades | 121           |
| 11.5          | Norfolk: (duplicados) | (3)           |
| 11            | Norfolk: Total | 349           |
| 12            | Plymouth | 122           |
| 13.1          | Suffolk: Boston | 265           |
| 13.2          | Suffolk: outras localidades | 42            |
| 13            | Suffolk: Total | 307           |
| 14.1          | Worcester: Southbridge | 83            |
| 14.2          | Worcester: Uxbridge | 52            |
| 14.3          | Worcester: Worcester | 278           |
| 14.4          | Worcester: outras localidades | 245           |
| 14.5          | Worcester: (duplicados) | (3)           |
| 14            | Worcester: Total | 655           |
| (duplicados): | (duplicados): | (39)          |
| Total:        | Total: | 4 250         |